# Rougier de Camarès
Pour les articles homonymes, voir Rougier.
Le Rougier de Camarès est une région naturelle de l'Aveyron (France) qui a pour particularité d'avoir un sol constitué d'argilites rouges, car riches en oxyde de fer et friables. Cela confère à la région des paysages insolites. Cette région comprend une communauté de communes du même nom.

## Situation géographique
Le Rougier de Camarès se situe dans le sud du département de l'Aveyron entre le Larzac (à l'est), la rivière Tarn (au nord) et les monts de Lacaune (au sud et à l'est). Il est généralement classé comme une sous-région du Saint-Affricain. Le Rougier de Camarès est parcouru par le Dourdou de Camarès qui serpente entre des collines de couleur rouge brique.

### Communes du Rougier de Camarès
| Repères A-E               | Repères F-M     | Repères N-T                |
| Belmont-sur-Rance Camarès | Gissac Montlaur | Rebourguil Vabres-l'Abbaye |

## Toponymie
La région doit son nom à la ville de Camarès qui se situe au cœur du Rougier.

## Histoire
Le Rougier de Camarès est occupé depuis le Néolithique, ce qui est attesté par les nombreuses statues-menhirs découvertes dans cette région. Des copies de ces statues-menhirs sont dressées à l'extérieur sur les lieux de leur découverte, et on peut en voir des originales au musée de « Saint-Crépin » à Laval-Roquecezière ou au musée Fenaille à Rodez,, par exemple.
Quelques vestiges de l'époque romaine ont été découverts.
Au Moyen Âge, de nombreux châteaux ont été construits comme le château de Montaigut.

## Économie
Jusqu'au Moyen Âge cette région était une riche terre minière (mines de cuivre et de plomb argentifère).
Actuellement, l'économie est essentiellement tournée vers l'agriculture, et en particulier l'élevage par les agriculteurs de brebis de race Lacaune dont le lait cru est vendu à l'industrie agroalimentaire pour être transformé en fromage roquefort. D'autres troupeaux sont orientés vers la production de viande d'agneau ou de brebis. Des élevages porcins sont destinés à la charcuterie locale (en particulier à Lacaune). Une tranche importante d'agriculteurs, les producteurs fermiers, ne livrent pas leurs productions à l'industrie mais la transforme dans leur ferme et vendent directement les produits fermiers obtenus au sein des innombrables marchés que compte l'Aveyron. Les riches terres de la plaine alluviale du Dourdou sont favorables à la culture céréalière.